# Protohermes walkeri
Protohermes walkeri is een insect uit de familie Corydalidae, die tot de orde grootvleugeligen (Megaloptera) behoort. De soort komt voor in India.